# Anatrachyntis holotherma
Anatrachyntis holotherma is een vlinder uit de familie prachtmotten (Cosmopterigidae). De wetenschappelijke naam van deze soort is voor het eerst geldig gepubliceerd in 1936 door Meyrick.
De soort komt voor in tropisch Afrika.